# Stammwürze
Als Stammwürze oder Stammwürzegehalt {\displaystyle p} bezeichnet man die aus dem Malz gelösten Inhaltsstoffe in der Bierwürze vor der Vergärung. Dies sind
- zum einen vergärbare Bestandteile wie Malzzucker und
- zum anderen unvergärbare Stoffe wie Aminosäuren, Proteine, Mineralstoffe oder auch unvergärbare Zuckerarten, welche dem fertigen Bier einen gewissen Geschmack oder auch Restsüße verleihen.

Die Maßeinheit der Stammwürze ist das Grad Plato (°P). Ein Grad Plato entspricht per Definition dem Massenanteil einer wässrigen Saccharose-Lösung mit einem Gewichtsprozent Saccharose:
{\displaystyle 1^{\circ }P\quad \Leftrightarrow \quad p={\frac {m_{\text{sacc}}}{m_{\text{ges}}}}=0{,}01}
Benannt wurde sie nach dem deutschen Chemiker Fritz Plato, der das von dem böhmischen Chemiker Karl Josef Napoleon Balling 1843 entwickelte und nach diesem benannte Maßsystem weiterentwickelt hat.
Die Stammwürze ist der Haupteinflussfaktor für den späteren Alkoholgehalt, den Nährwert des fertigen Bieres sowie eine mit entscheidende Messgröße bei der Ermittlung der Biersteuer.
Die Stammwürze kann mit Hilfe eines Refraktometers gemessen werden oder über die Messung der Dichte mittels einer Bierspindel (einem speziell geeichten Aräometer). In der Brauindustrie spricht man auch von Extraktgehaltsmessung.
Ebenfalls möglich ist die retrograde Berechnung mit Hilfe der Ballingschen Formel nach Abschluss der Gärung und Kenntnis des tatsächlichen Massenanteils malc des Alkohols in Prozent:
{\displaystyle p={\frac {(2{,}0665\cdot m_{\text{alc}}+E_{w})\cdot 100}{100\ g+(0{,}11\ g+0{,}9565\ g)\cdot m_{\text{alc}}}}}
mit
- dem Extraktgehalt Ew in Massenprozent.

## Umrechnung zwischen Grad Plato und relativer Dichte
Die Beziehung zwischen Extraktgehalt in Grad Plato (°P) und relativer Dichte (veraltet auch „spezifischer Dichte“, SG), welche mit einem Aräometer gemessen werden kann, ist nichtlinear. Verschiedene Möglichkeiten der Umrechnung finden sich in der Fachliteratur.
Für den in der Bierbrauerei relevanten Bereich zwischen 0 °P und 20 °P kann in sehr guter Näherung (mit einer Standardabweichung von ca. 0,02 °P) folgende Formel verwendet werden, wenn die relative Dichte bei einer Temperatur von T = 20 °C gemessen wird.:
{\displaystyle {\begin{aligned}^{\circ }P&=260{,}4-{\frac {260{,}4}{SG}}\\&=260{,}4\cdot \left(1-{\frac {1}{SG}}\right)\\\Leftrightarrow SG&={\frac {260{,}4}{260{,}4-^{\circ }P}}\end{aligned}}}

## Stammwürzgehalte verschiedener Biersorten
Beispiele für typische Stammwürzegehalte verschiedener Biersorten:
| Biersorte                  | Stammwürze von | Stammwürze bis |
| -------------------------- | -------------- | -------------- |
| Ale                        | 10 °P          | 14 °P          |
| Altbier                    | 11 °P          | 14 °P          |
| Barley Wine                | 15 °P          | 25 °P          |
| Berliner Weißbier          | 7 °P           | 8 °P           |
| Doppelbock                 | 18 °P          |                |
| Eisbock                    | 20 °P          |                |
| Bockbier (hell / dunkel)   | 16 °P          | 17,9 °P        |
| Export                     | 12 °P          | 13,5 °P        |
| Gose                       | 9 °P           | 14 °P          |
| Helles                     | 11 °P          | 12,8 °P        |
| India Pale Ale             | 16 °P          | 19 °P          |
| Kölsch                     | 10 °P          | 12 °P          |
| Lagerbier                  | 11 °P          | 14 °P          |
| Leichtbier                 |                | 7 °P           |
| Oktoberfestbier            | 13,6 °P        |                |
| Pale Ale                   | 11 °P          | 16 °P          |
| Pils                       | 11 °P          | 12,3 °P        |
| Porter                     | 16 °P          | 19 °P          |
| Schwarzbier                | 11 °P          |                |
| Stout                      | 10 °P          | 16 °P          |
| Weizenbier (hell / dunkel) | 11 °P          | 14 °P          |
| Weizenbock                 | 16 °P          | 17,9 °P        |
| Weizendoppelbock           | 18 °P          |                |
| Zwickelbier (Kellerbier)   | 11 °P          | 15 °P          |